# Hanžeković Memorial 2009

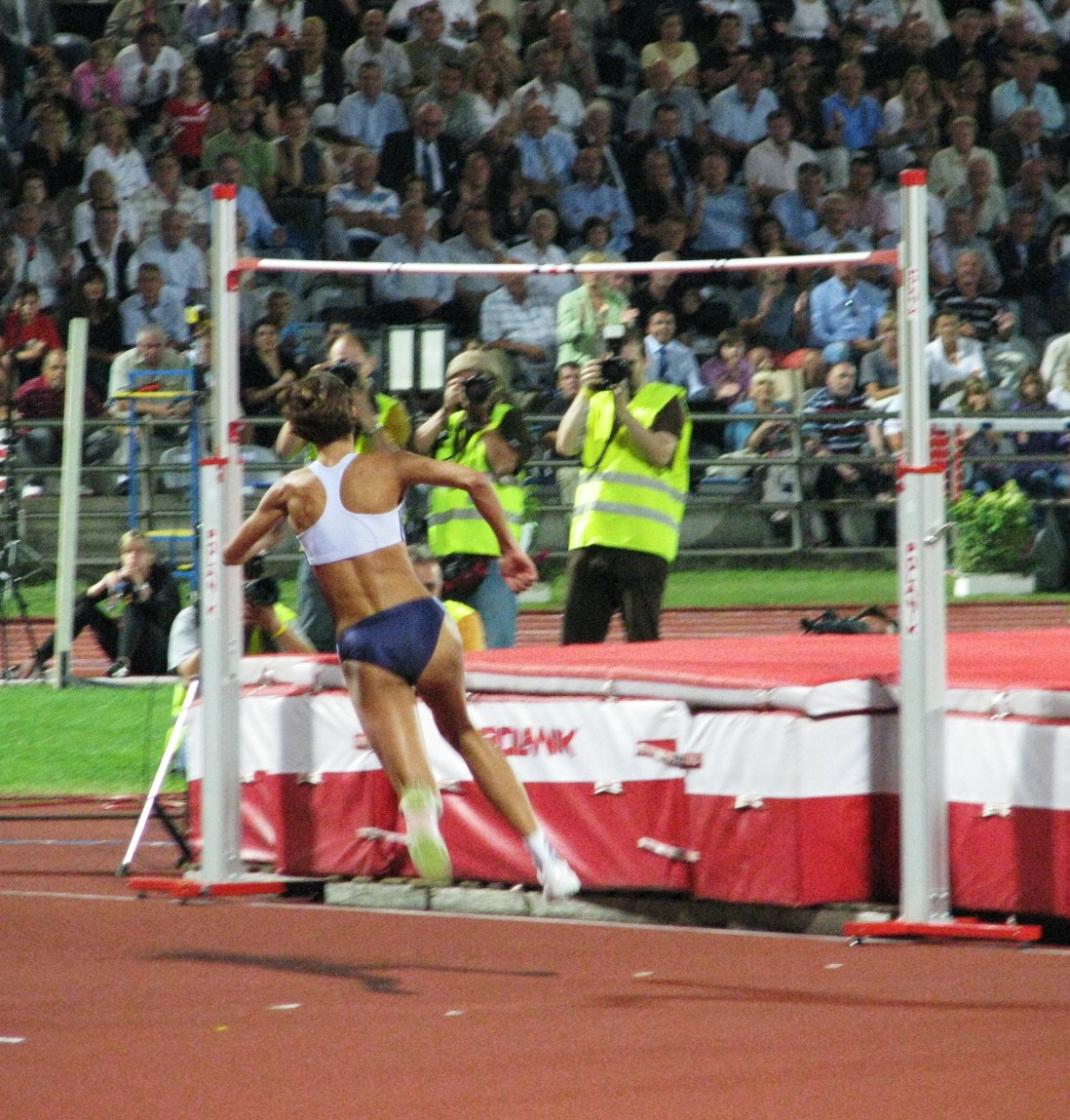
Blanka Vlašić podczas zawodów

Hanžeković Memorial 2009 – mityng lekkoatletyczny, który odbył się 31 sierpnia w Zagrzebiu. Zawody były zaliczane do cyklu World Athletics Tour i posiadały rangę Grand Prix IAAF.

## Rezultaty

### Mężczyźni
| Konkurencja        | 1. miejsce         | 1. miejsce | 2. miejsce       | 2. miejsce | 3. miejsce         | 3. miejsce |
| ------------------ | ------------------ | ---------- | ---------------- | ---------- | ------------------ | ---------- |
| 100 m              | Darvis Patton      | 9,94       | Michael Rodgers  | 9,97       | Nesta Carter       | 10,04      |
| 1500 m             | Belal Mansoor Ali  | 3:36,20    | William Biwott   | 3:36,21    | Lopez Lomong       | 3:37,80    |
| 110 m przez płotki | Ryan Brathwaite    | 13,35      | David Oliver     | 13,41      | Artur Noga         | 13,48      |
| 400 m przez płotki | Isa Phillips       | 48,51      | Felix Sánchez    | 48,82      | Bershawn Jackson   | 48,83      |
| Skok w dal         | Yahya Berrabah     | 8,15       | Wiktor Kuzniecow | 7,96       | Marko Prugovečki   | 7,72       |
| Pchnięcie kulą     | Christian Cantwell | 22,16      | Tomasz Majewski  | 21,47      | Andrej Michniewicz | 20,93      |
| Rzut młotem        | Primož Kozmus      | 81,77      | Krisztián Pars   | 79,18      | Aleksiej Zagorny   | 78,88      |

### Kobiety
| Konkurencja        | 1. miejsce              | 1. miejsce | 2. miejsce                | 2. miejsce | 3. miejsce         | 3. miejsce |
| ------------------ | ----------------------- | ---------- | ------------------------- | ---------- | ------------------ | ---------- |
| 100 m              | Veronica Campbell-Brown | 11,15      | Verena Sailer             | 11,39      | Iwet Łałowa        | 11,64      |
| 400 m              | Tatjana Firowa          | 50,80      | Novlene Williams-Mills    | 50,96      | Shericka Williams  | 51,14      |
| 800 m              | Maria Sawinowa          | 1:59,38    | Janeth Jepkosgei Busienei | 1:59,94    | Jelena Kofanowa    | 2:00,19    |
| 3000 m             | Wude Ayalew             | 8:37,12    | Iness Chepkesis Chenonge  | 8:40,60    | Lidia Chojecka     | 8:41,83    |
| 100 m przez płotki | Dawn Harper             | 12,67      | Delloreen Ennis-London    | 12,76      | Derval O’Rourke    | 13,08      |
| 400 m przez płotki | Kaliese Spencer         | 54,69      | Melaine Walker            | 55,02      | Natalia Antiuch    | 55,38      |
| Skok wzwyż         | Blanka Vlašić           | 2,08       | Anna Cziczerowa           | 1,94       | Swietłana Szkolina | 1,94       |
| Trójskok           | Mabel Gay               | 14,58      | Biljana Topić             | 14,51      | Dana Veldáková     | 14,07      |
| Rzut dyskiem       | Yarelis Barrios         | 63,53      | Żaneta Glanc              | 62,24      | Wioletta Potępa    | 60,86      |

## Rekordy
Podczas mityngu ustanowiono 2 krajowe rekordy w kategorii seniorów:
| Zawodnik               | Reprezentacja | Konkurencja | Rezultat |
| ---------------------- | ------------- | ----------- | -------- |
| Ali Mohamed Al-Zinkawi | Kuwejt        | rzut młotem | 78,52    |
| Blanka Vlašić          | Chorwacja     | skok wzwyż  | 2,08     |